# Днепропетровский государственный театрально-художественный колледж
Днепропетровский государственный театрально-художественный колледж — областное коммунальное высшее учебное заведение в городе Днепр.

## История
Образован постановлением Кабинета Министров Украины от 29 мая 1997 года на базе ликвидированных Днепропетровского театрального училища и Днепропетровского художественного училища имени Е. Вучетича.

## Специальности
- Актёрское мастерство.
- Хореография.
- Дизайн.
- Изобразительное искусство.
- Декоративно-прикладное искусство.

## Персоналии
С 2016 года директор — Беркатюк Николай Петрович.